# Беккер, Василий Фёдорович
Васи́лий Фёдорович Бе́ккер (нем. Wilhelm Fridrich Becker; (1859, Роида, Саксония — 1926?) — русский военный капельмейстер, автор многочисленных вальсов и маршей.

## Биография
Родился в 1859 году в Саксонии.
Окончил Саксон-Веймарскую консерваторию.
На русскую службу поступил в январе 1886 года, когда поступил вольнонаёмным капельмейстером в один из казачьих полков. В январе 1890 года перевёлся в 159-й пехотный Гурийский полк в Самаре. С сентября 1896 года — в 11-м пехотном Псковском полку. В марте 1908 года перевёлся в 1-ю артиллерийскую гренадерскую бригаду, а в декабре 1909 года — в 124-й пехотный Воронежский полк.
Был награждён болгарским орденом «За гражданские заслуги» 5-й степени.
После революции, с июля 1920 года был инструктором Военно-музыкантских курсов Петроградского военного округа.
Был женат и имел двух сыновей — Норберт (1893) и Вальтер (1895) — и трёх дочерей.

## Музыкальное наследие

### Вальсы
- «Лесная сказка»,
- «На тихом озере»,
- «Грезы сказки»,
- «Царица бала» («Краса бала»),
- «Зимняя сказка»,
- «Любимый вальс»,
- «Жгучие слезы»,
- «Тоска»,
- «Невольные слезы»,
- «Сон любви»,
- «Я с тобой»,
- «Не забудь меня»,
- «Разлука»,
- «Забытый уголок»,
- «На развалинах Бельгии»,
- «Прости»,
- «Тайная любовь»,
- «Моя куколка»,
- «Пишущий Амур»,
- «Моя звезда»,
- «Дни молодости»,
- «Моя куколка»,
- «Сон художника»,
- «Свидание»;
- «Воспоминание о лесной сказке»,
- «Луч надежды»,
- «Майский ветерок»,
- «В царстве грез»,
- «Жизнь за Родину» (памяти сестры милосердия Риммы Михайловны Ивановой)[1].

### Марши
- «Жизнь за победу» («Памяти павших героев»),
- «Радость победы» («Радостные победы», «Победа»),
- «Король Лир»,
- «Под победоносным знаменем»,
- «Торжественный марш в честь 300-летнего Юбилея (Дома Романовых) с фанфарами»,
- «Царь воздуха»,
- «Энвальд»,
- «На защиту Отчизны»,
- «Наступление»,
- «За Родину, за Славу!»,
- «Война и мир»,
- «Доброволец»,
- «Верность знамени».